# 張緑水
張 緑水（ちょう・りょくすい　チャン・ノクス、ハングル: 장녹수、生年不詳 - 1506年9月2日）は、李氏朝鮮第10代国王燕山君の後宮。

## 生涯
父は忠清道文義県令を務めた張漢弼（ちょう かんひつ、チャン・ハンピル）で母は側室だった。生活は非常に貧しく、食べるために体を売ることもした。その後成宗の従弟である斉安大君の家婢となった。斉安大君家の家奴である男性と結婚して1子を挙げたが、夫と子を捨てて出奔。歌舞を学び妓生（キーセン）となった。張緑水は唇を動かすことなく歌う事ができ、声も美しかった。
容姿は並みで特別美人ではなかったが、非常に童顔であった為、30歳を過ぎた時点で16歳の娘のようであったという。
燕山君は張緑水の噂を耳にし、彼女を後宮に迎えて淑媛（スグォン）に封じた。弘治15（1502）年12月8日には翁主（オンジュ）霊寿（れいじゅ、ヨンス）を出産。弘治16（1503）年には淑容（スヨン）に封じられた。燕山君は自身より年上の張緑水を寵愛し、激しく立腹していても、彼女の姿を見れば喜び笑う程であったという。張緑水は母親の愛情を知らない燕山君を赤ん坊扱いし、幼児語で話していたという。
張緑水は王の寵愛をもとに権力を濫用した。実の姉とその息子の身分を平民に引き上げ、姉の夫である金孝孫（きん こうそん、キム・ヒョソン）を咸鏡道伝香別監に任じさせた。宮中に住んでいるにも関わらず王宮外に私邸を作ったが、その際に近隣の民家を破壊している。同知中枢府事であった李秉正（り へいせい、イ・ビョンジョン）は張緑水の使用人に侮辱されたが、賄賂を差し出して禍を逃れることができた、という記録もある。弘治18（1505）年には張緑水のチマを誤って踏んだ玉池花（ぎょく ちか、オク・チファ）という妓生が軍器寺前で斬首された後、連芳院にて梟首されている。張緑水と側近たちの横暴ぶりは、燕山君の悪政と合わせて、民衆の憎悪の的となっていった。
正徳元（1506）年9月2日、中宗反正により燕山君が廃位された後、張緑水は捕らえられ、淑容田氏、淑媛金氏と共に斬首された。遺体は放置され、多くの人々がその遺体に唾を吐き、石を投げつけた。投げられた石の数があまりに多かったのでたちまちにして石塚ができあがったという。

## 評価
張緑水はしばしば、張玉貞・鄭蘭貞と共に「朝鮮三大悪女」のひとりと数えられる。作家の康煕奉はコラム中にて、後世の戒めとするために張緑水の悪行がより強調されて記録されていったと述べている。

## 家族
- 父: 張漢弼
- 母: 不詳（側室）
  - 姉: 張福寿 - 金孝孫室[11]

- 夫: 不詳
  - 不詳　息子であったという説がある[1]
- 夫: 燕山君（1476年 - 1506年）
  - 翁主 李霊寿（1502年 - 没年不詳）

## 張緑水が登場した作品

### 映画
- 暴君燕山（1962年、日本未公開、配役: ト・グンボン（朝鮮語版））
- 燕山君（1987年、日本未公開、配役: カン・スヨン）
- 燕山日記（朝鮮語版）(1988年、配役: キム・ジナ（朝鮮語版）)
- 王の男（2005年、配役: カン・ソンヨン（朝鮮語版））
- 背徳の王宮（朝鮮語版）（2015年、配役: チャ・ジヨン（朝鮮語版））

### テレビドラマ
- 思母曲（TBC、1972年、日本未公開、配役: ユン・ジョンヒ（朝鮮語版））
- 朝鮮王朝五百年 雪中梅（MBC、1984-85年、日本未公開、配役: イ・ミスク（朝鮮語版））
- 王妃チャン・ノクス -宮廷の陰謀-（KBS、1995年、配役: パク・チヨン（朝鮮語版））
- 王と妃（KBS、1998-2000年、配役: U;Nee）
- 王と私（SBS、2007-08年、配役: オ・スミン（朝鮮語版））
- インス大妃（JTBC、2011-12年、配役: チョン・ソミン）
- 逆賊-民の英雄ホン・ギルドン-（MBC、2017年、配役: イ・ハニ）
- 七日の王妃（KBS、2017年、配役:ソン・ウンソ（朝鮮語版））

### 楽曲
- 張緑水（歌: チョン・ミギョン、『王妃チャン・ノクス』オープニングテーマ）